# 鈴之御前社
鈴之御前社（れいのみまえしゃ）は愛知県名古屋市熱田区にある神社。
熱田神宮の境外末社で、祭神は天鈿女命。地元では俗に「鈴の宮（れいのみや）」と呼ばれる。かつては精進川という川がこの宮のそばを流れており、東海道を往来する旅人が熱田に参拝する時はこの社で鈴のお祓いを受けて身を清めてから参拝する事になっていた。
戦後、旧東海道に面した現在地に遷座した。
地下鉄熱田神宮伝馬町駅を南西へ50mほど行くと旧東海道の通りにぶつかる。これを南東方向へ100mほど行くと右手に境内が見えてくる。境内は幅数メートルと狭く、国道からは見つけにくい。

## 例祭
毎年7月31日の夏越しの祓（通称・茅の輪くぐりの神事）で知られる。